# Кулемет Гатлінга

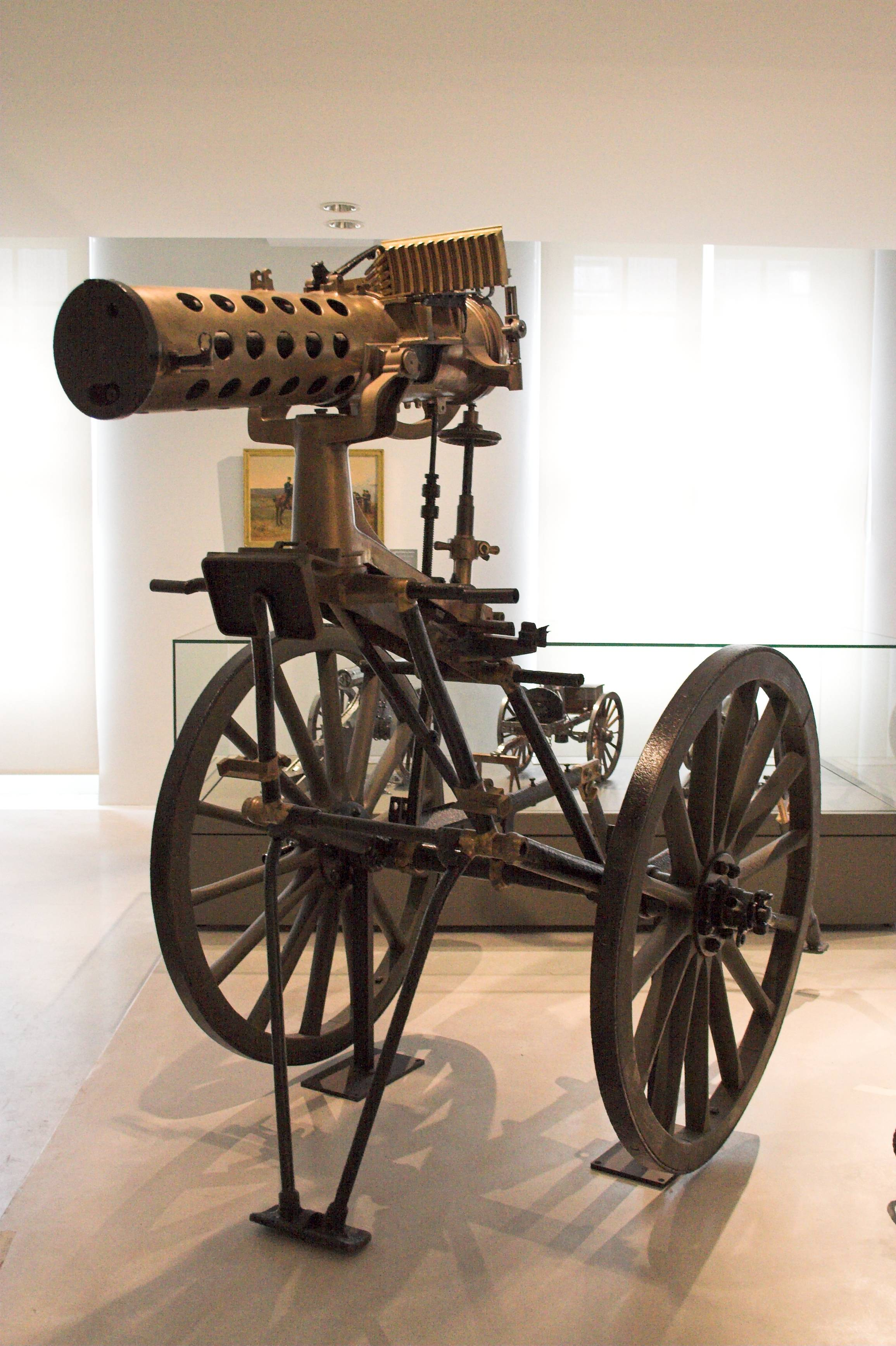
Багатоствольний кулемет Гатлінга моделі APX 1895.

Кулемет Гатлінга — одна з найвідоміших перших швидкострільних збройних систем, попередник сучасного кулемета. Система, яку винайшова Річард Гатлінг, стала знана завдяки тому, що її використовувала армія Північних штатів під час американської громадянської війни у 1860-х, там її вперше використали у бою. Пізніше її використовували у війні Босін, англо-зулуській війні, а ще пізніше у нападі на схил Сан-Хуан під час Іспансько–американської війни.
Робота кулемета Гатлінга побудована на обертанні багатоствольної конструкції, яка поліпшує охолодження, і синхронізованому процесі ведення вогню-перезарядки
Кожен ствол, досягнувши визначеної точки під час обертання, виконує постріл, після чого з нього екстрагується використаний набій, заряджається новий і, за цей проміжок, відбувається деяке охолодження.
Така конструкція дозволяла вести великий темп вогню без помітного перегрівання стволів.

## Історія

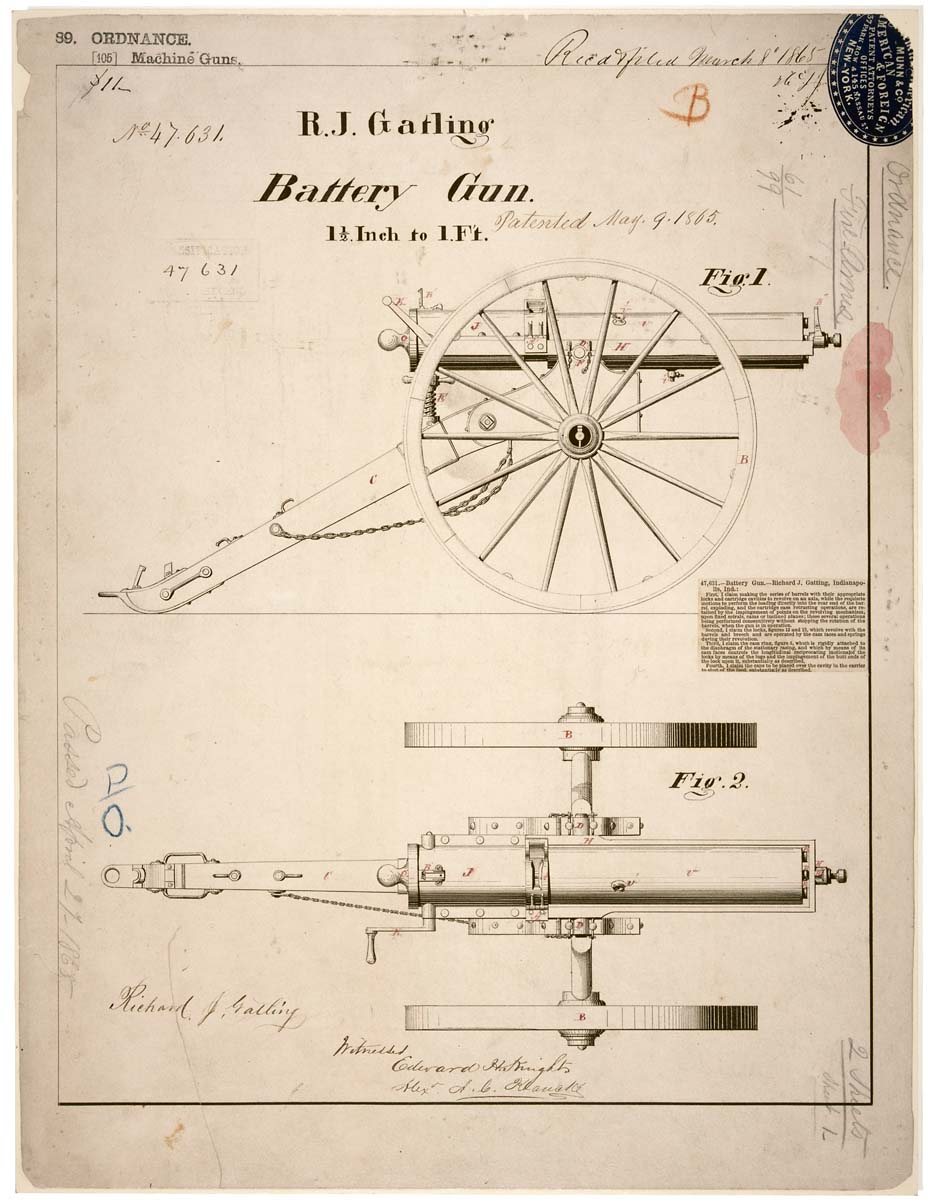
Патент виданий Гатлінгу, 9 травня 1865.

Кулемет Гатлінга було розроблено американським винахідником Річардом Гатлінгом у 1861 році й запатентовано 4 листопада 1862 року. Гатлінг писав, що створив зброю для зменшення розмірів армії, щоб таким чином знизити кількість смертей у бою та від хвороб, якою нікчемною є війна.
Хоча перший кулемет Гатлінга міг вести безперервний вогонь, потрібна була людина для обертання рукоятки; тому це не була справжня автоматична зброя. Кулемет системи Ма́ксима, винайдений та запатентований у 1883 році, став першою повністю автоматичною зброєю, який використовував силу віддачі для перезаряджання зброї. Але кулемет Гатлінга став великим кроком уперед у розвитку технології вогнепальної зброї.
До кулемета Гатлінга єдиною зброєю військових, яка б могла вистрілити багато снарядів за невеликий відрізок часу, була багатоствольна зброя схожа на французьку мітральєзу Реффі 1870—1871 та польові гармати які стріляли картеччю, що було більше схоже на рушницю. Останні було широко поширені під час та після Наполеонівських війн.
Максимальна швидкострільність підвищувалася завдяки стрільбі декількома снарядами одночасно, цю зброю необхідно заряджати після кожного пострілу, що для багатоствольних систем на зразок мітральєзи було громіздким і потребувало багато часу. Це перекреслювало позитивну сторону, яка полягала у їхній швидкострільності. У порівнянні з ними кулемет Гатлінга міг вести швидкий та безперервний вогонь без ручного перезаряджання шляхом відкриття затвора.
Кулемет Гатлінга був зброєю поля бою, яка використовувала декілька стволів, які оберталися завдяки ручному колінвалу, а металеві набої вільно (без досилання та стрічок) за допомогою подачі самопливом подавалися з бункеру. Новинкою у кулеметі Гатлінга стала наявність декількох стволів для зменшення нагріву, механізм обертання й система подачі набоїв самопливом, що допомагало недосвідченим операторам вести доволі швидкий вогонь з темпом 200 пострілів за хвилину.
У американській армії кулемети Гатлінга були декількох калібрів, в тому числі .42 калібру, .45-70, .50 калібру, 1 дюйм та (M1893 і пізніша) .30 Army, з переведенням зброї M1900 на калібр .30-03 та .30-06. Зброя з калібром .45-70 також встановлювалися на кораблі ВМС США у 1880-х та 1890-х.

### Громадянська війна в США і Америка
Кулемет Гатлінга вперше використали під час Громадянської війни у США. Дванадцять кулеметів замовило командування Союзу і їх використовували у окопах під час облоги Піцбургу, Вірджинія (червень 1864 — квітень 1865). Вісім інших кулеметів Гатлінга було встановлено на канонерки. Кулемет не приймався на озброєння американської армії до 1866, але торговий представник фірми-виробника продемонстрував його в бою.У цей період, особливо 17 липня 1863 року, кулемет Гатлінга використали для наведення страху під час Нью-Йоркських бунтів.
Капітан Герман Астете з ВМС Перу взяв дюжину кулеметів Гатлінга з США до Перу у грудні 1879 року під час тихоокеанської війни між Перу та Чилі. Кулемети використовували у перуанському флоті та армії, особливо у битві при Такні (травень 1880 року) і у битві при Сан-Хуані (січень 1881 року) проти чилійської армії вторгнення.
Лейтенант A. Л. Говард з Національної Гвардії Коннектикуту мав долю у компанії з виробництва кулеметів Гатлінга і використовував власний кулемет у Саскачевані, Канада, у 1885 році, де канадські війська вели боротьбу проти канадських метисів під час повстання Луї Ріеля на північно-західних територіях.
Перші багатоствольні кулемети були розміром і вагою як артилерійські гармати і часто сприймалися як заміна артилерійській шрапнелі та картечі. Кулемети Гатлінга було змонтовано навіть на кораблях. У порівнянні з першою зброєю такою як мітральєза, які потребували ручної перезарядки, кулемети Гатлінга були надійнішими і простішими у користуванні, і мали низький, але безперервний темп стрільби. Через великі колеса кулемет мав велику висоту, що збільшувало уразливість команди.
Через використання набоїв з димним порохом створювалася велика хмара диму, що видавало позицію кулемета до того часу поки не з'явився бездимний порох. При використанні кулеметів Гатлінга проти армій індустріально-розвинутих країн позиції кулеметних команд були уразливі від артилерії, яку вони не могли дістати, та від снайперів, яких вони не бачили.

### У Африці та Азії

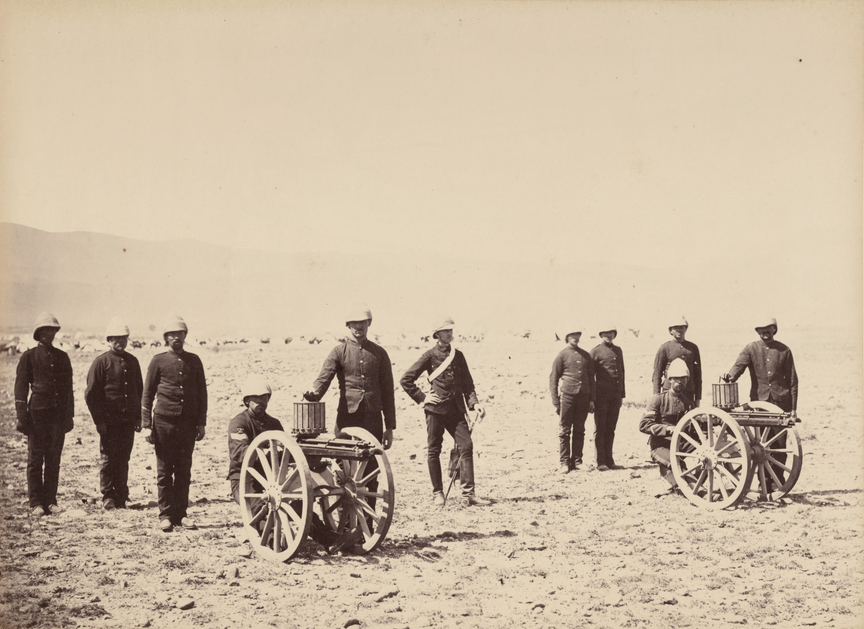
Два кулемети Гатлінга британської армії під час Другої англо-афганської війни

Кулемети Гатлінга принесли успіх Європейським колонізаторам у боротьбі проти туземних військ, таких як Матабеле, Зулуси, Бедуїнів і Махдистів. Російська імперія замовила 400 кулеметів Гатлінга і використовувала їх проти туркменської кавалерії та інших кочівників центральної Азії. У Королівському флоті використовували кулемети Гатлінга проти єгиптян у Александрії у 1882 році.
У британській армії вперше кулемети Гатлінга використали у битві при Харасі 1879 року.

### Іспано-американська війна
Через нестачу артилерійських боєприпасів кулемети Гатлінга використовувала американська армія під час Іспано-американської війні. Батарея з чотирьох кулеметів моделі 1895 року з десятьма стволами калібру .30 Army від Colt's Arms Company була сформована у окремий загін під командування лейтенанта Джона «Gatling Gun» Паркера. Загін довів свою ефективність, підтримуючи просування американських сил у битві за схил Сан-Хуан, де три Гатлінги з поворотними кріпленнями було використано з великим успіхом проти іспанських захисників. Під час штурму схилів Сан-Хуан та Кеттл трьома кулеметами було використано 18 000 набоїв калібру .30 Army за 8 1/2 хвилин (в середньому по 700 набоїв за хвилину на кулемет) проти позицій іспанських військ на гребні обох схилів.
Незважаючи на такі видатні досягнення, вага та громіздкі артилерійські лафети кулеметів Гатлінга, не давали змоги використовувати їх у піхотних рядах через важкість пересування по пересічній місцевості, особливо на Кубі, де дороги були лише трохи рідшими ніж джунглі. У цей час морські піхотинці отримали сучасний встановлений на тринозі кулемет M1895 Colt–Browning з набоями 6 мм Lee Navy, який використали проти іспанської піхоти у битві при Казко Веллс.

## Базова конструкція

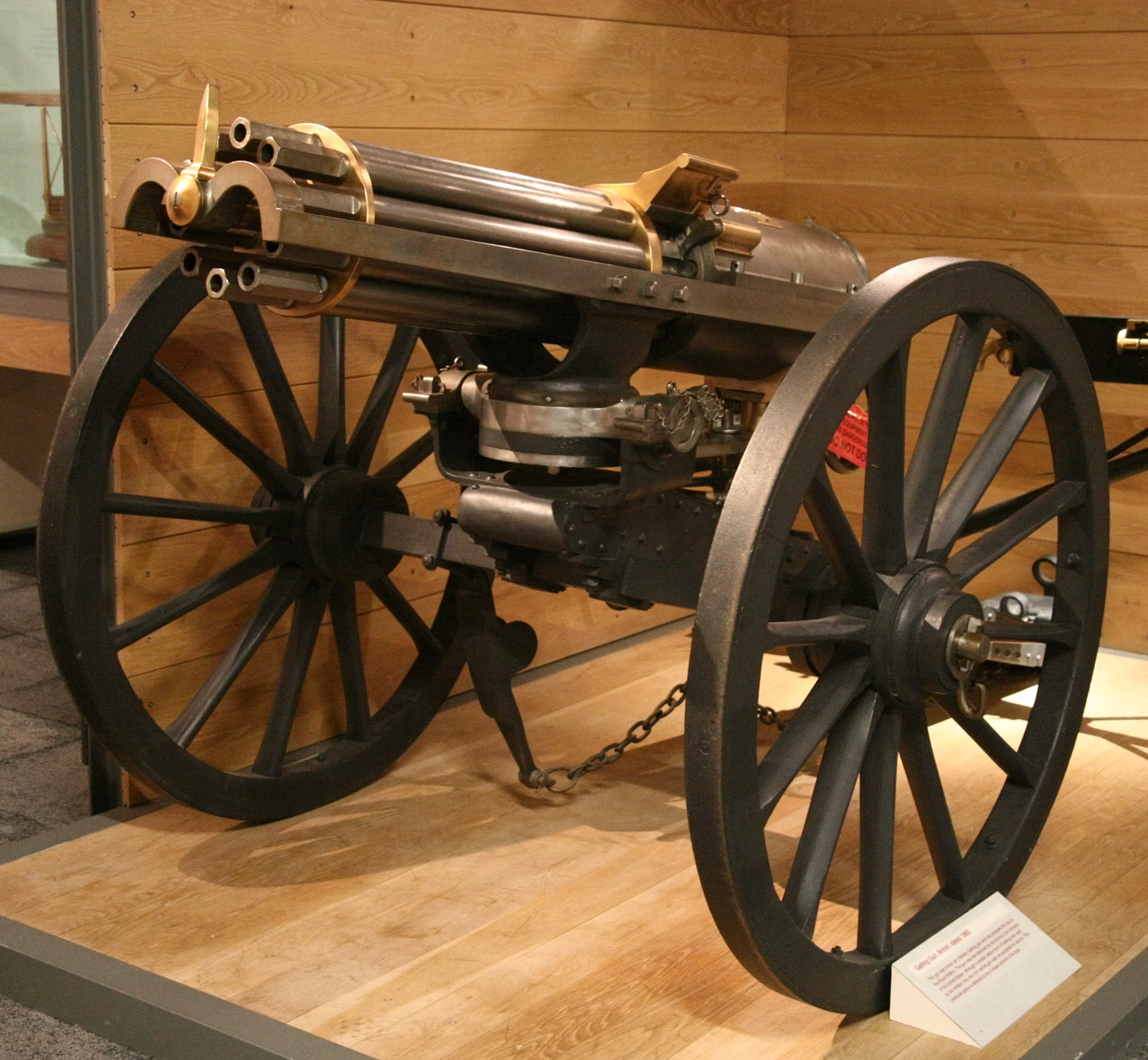
Британський кулемет Гатлінга 1865 Firepower, Королівський музей артилерії

Кулемет Гатлінга приводиться в дію за допомогою ручного колінвалу, який обертає шість стволів навколо центральної осі, на деяких моделях стволів було десять. Перші моделі мали тканинні мати, намотані на стволи, які просякали водою для кращого охолодження. Пізніше їх прибрали як зайві.
Спочатку як боєприпаси використовували сталевий циліндр заповнений чорним порохом з впресованим капсулем, оскільки латунні унітарні набої ще не були розроблені. Набої подавались самопливом згори з бункера або з простого «магазина» у вигляді коробу. Кожен ствол мав власний спусковий механізм. Після 1861 року нові латунні гільзи, схожі на сучасні, починають витісняти паперові гільзи, але Гатлінг не перейшов на них одразу.
Модель 1881 року мала систему заряджання у стилі Bruce (патенти США 247,158 та 343,532), де у два ряди заряджалися набої .45-70. Поки один ряд використовували для ведення вогню, інший можна було перезаряджати, без припинення вогню. Кулемет вимагав обслугу з чотирьох осіб. 1876 року кулемет мав теоретичний темп вогню у 1200 пострілів за хвилину, тобто 20 набоїв за секунду. В бойових умовах темп вогню сягав 400 пострілів за секунду.
З кожного ствола відбувався один постріл за оберт у одній і тій же позиції. Стволи, носій і циліндричний замок були відокремлені і усі встановлені на тверду пластину, що обертається навколо центральної осі, яка була встановлена на довгій нерухомій рамі. Носій був рифлений, а циліндричний замок мав отвори для кожного ствола. У кожного ствола був один замок, який працював у циліндричному замку на лінії ствола. Циліндричний замок було укладено та приєднано до рамки. Станина була розділена і через цей отвір було вставлено вісь ствола. У передній частині станини знаходився кулачок зі спіральними поверхнями. Кулачок надавав зворотньо-обертальний рух замкам при обертанні кулемета. Також на станині розміщалося взвідне кільце з виступами для взведення та стрільби.
Поворот колінвалу обертав вісь. Набої з магазина падали на канавки носія. Замок одночасно примусово рухався кулачком вперед і заряджав набій, а потім, коли кулачок був у найвищій точці, кільце взводу вивільняло замок і завдавало удару по набою. Після пострілу кулачок відкидав замок, який екстрагував стріляну гільзу на землю.
Концепція згрупованих стволів досліджувалася винахідниками з 18-го століття, але поганий розвиток інженерії і нестача унітарних набоїв робили попередні розробки невдалими. Перша конструкція кулемета використовувала окремі сталеві циліндри, які можна було перезаряджати, з каморами, в яких були кулі та чорний порох та впресовані у дно капсулі. При обертанні стволів ці сталеві циліндри падали вниз, відбувався постріл, а потім вони екстрагувалися з кулемета. Новинкою кулемета Гатлінга став незалежний механізм стрільби для кожного ствола та одночасна робота замків, стволів, носія та заряджання з казни.
Кулемети з меншим калібром мали для заряджання барабани Броудвелла, замість криволінійних магазинів на інших кулеметах. Барабан, названий на честь Л. В. Броудвелла, агента компанії Гатлінга, складається з дванадцяти обойм для набоїв, розташованих навколо центральної осі, як спиці у колесі, у кожній обоймі по дванадцять набоїв кулями вперед. Цей винахід має патент США № 110,338. Після випорожнення обойми барабан обертається вруні до тих пір поки скінчаться всі 400 набоїв. Схожий варіант мав 240 набоїв, по п'ятнадцять набоїв у дванадцяти обоймах.
У 1893 році кулемет було перероблено під нові набої калібру .30 Army з бездимним порохом. Нова модель M1893 мала шість стволів і мала максимальний темп вогню 800—900 постріли за хвилину. Пізніше Гатлінг пристосував модель M1893 під електричний мотор який обертав колінвал. Тести показали темп стрільби електричного Гатлінга у 1500 набоїв за хвилину.
Модель M1893, з мінімальними змінами, стала моделлю M1895, і 94 кулемети було виготовлено для американської армії компанією Colt. Чотири кулемети M1895 під командуванням лейтенанта Джона Х. Паркера було використано у бою під час кампанії Сантьяго на Кубі у 1898 році. M1895 було розроблено лише під подачу набоїв Брюса. Усі попередні версії були не фарбовані, а модель M1895 була пофарбована у оливково-зелений, але деякі частини залишилися воронованими.
Модель 1900 року була схожа на модель 1895 року, але лише деякі деталі було пофарбовано у оливково-зелений. Армія США придбала декілька кулеметів моделі M1900. Усі моделі Гатлінга 1895—1903 років можна було встановлювати на броньований візок. 1903 року армія переробила кулемети M1900 з набоїв калібру .30 Army на нові набої .30-03 (стандартизовані для гвинтівки M1903 Springfield) M1903. Пізніше M1903-'06 перероблено під набої .30-06. Переробка відбулася у майстернях Спрингфілдського арсеналу. Усі моделі кулеметів Гатлінга у 1911 році було визнано застарілими і знято з озброєння армії США, після 45 років служби.

## Сучасні розробки кулеметів на основі системи Гатлінга
Після заміни кулеметів Гатлінга на нову зброю, яка працювала за рахунок відбою або відведення порохових газів, про систему яка використовує декілька стволів, що обертаються, було забуто на десятиліття. Хоча у міжвоєнний період було побудовано декілька екземплярів, але лише як прототипи або їх надто рідко використовували. Концепція відродилася після Другої світової війни з появою кулемета M61 Vulcan. Багато нових версій було створено у другій половині 20-го століття і дотепер.

## Оператори
- США
- Російська імперія
- Британська імперія
- Японська імперія
- Франція
- Корейська імперія

## Війни
- Громадянська війна у США
- Англо-зулуська війна
- Війна Босін
- Селянське повстання у Кореї (Тонхак) 1894
- Північно-західне повстання
- Тихоокеанська війна
- Іспансько-американська війна
- Філіппінсько-американська війна
- Боксерське повстання
- Російсько-японська війна
- 1895 Контрреволюція на Гаваях